# آلونی
آلونی، مرکز شهرستان خانمیرزا در استان چهارمحال و بختیاری است. 

## مردم‌شناسی
مردم این شهر از مردم لر هستند و به گویش بختیاری سخن می‌گویند.

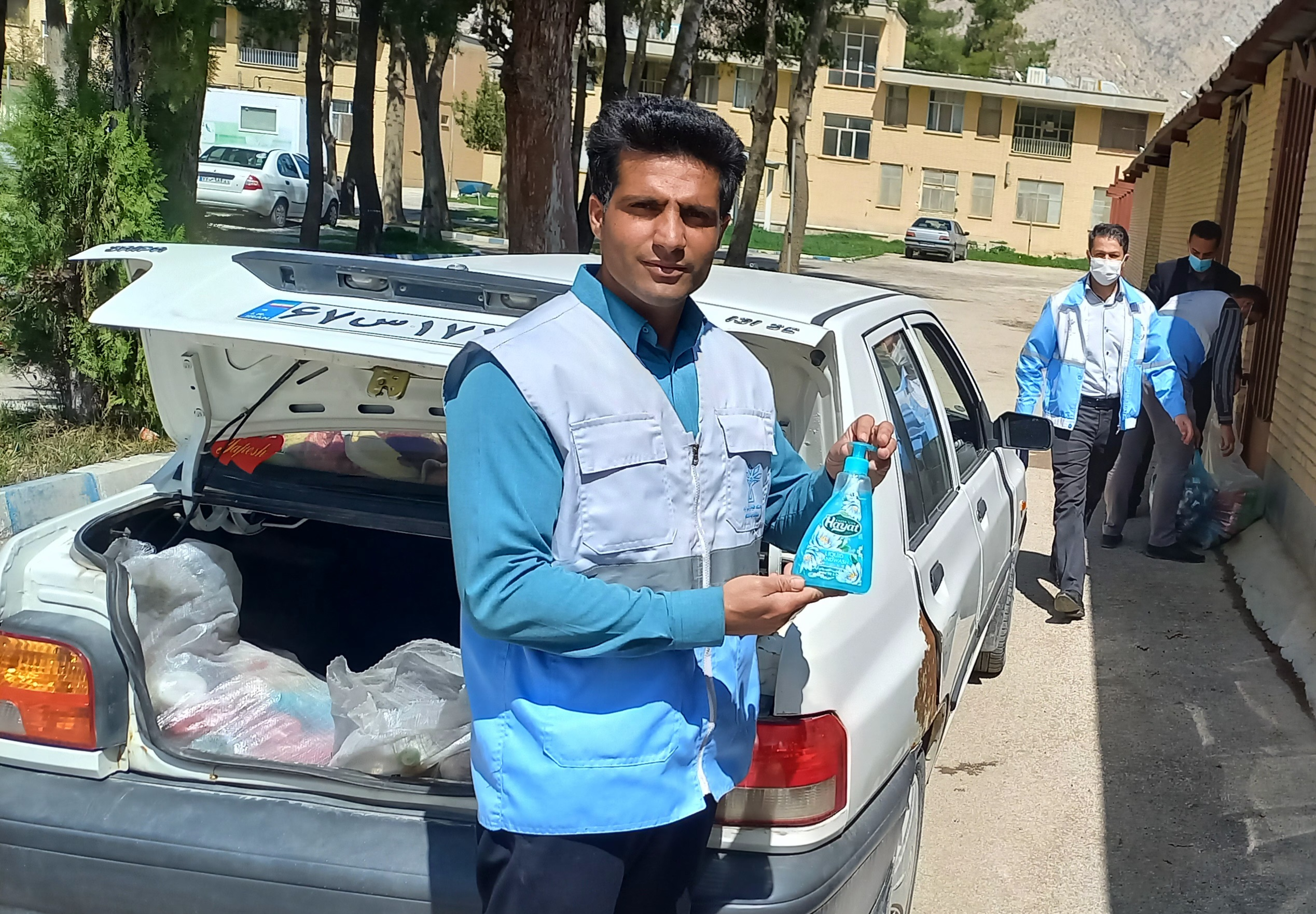
لردگان

حسین محمدی بردبری

## جمعیت
بر پایه سرشماری عمومی نفوس و مسکن در سال ۱۳۹۵، جمعیت شهر آلونی برابر با ۵٬۲۴۸ نفر (۱٬۳۸۲ خانوار) بوده‌است.